# Bemol
Bemol, na música, significa "mais baixo no tom". É o oposto de sustenido, que é um aumento de tom.

## Origem

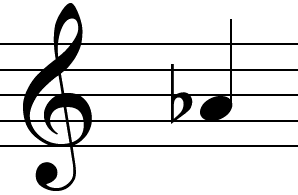
A nota lá bemol em clave de sol

O monge italiano Guido de Arezzo utilizou a letra de um hino em latim a São João Batista para nomear as notas musicais. Deste hino derivaram as respectivas nomenclaturas das notas Ré, Mi, Fá, Sol e Lá (Resonare fibris / Mira gestorum / Famuli tuorum / Solve polluti / Labii reatum), tendo o atual Si, conservado à época a nomenclatura de B mole (Si bemol) e B duro (Si natural). Muito anos depois, o B duro foi substituído pelas iniciais de São João Batista em latim, (Sancte Ioannes).
No canto gregoriano o único cromático permitido é o da tonalidade de Fá maior, que é o B mole (Si bemol). O intervalo Fá-B duro (Fá-Si), considerado um verdadeiro percalço musical, foi chamado de diabolus in musica, dessa maneira, em vista a contornar tal problema, o B duro (Si natural) era reduzido em meio-tom e chamado de B mole, que originou o termo bemol e o conceito de diminuir meio tom.

## Definição
Em notação de música, o bemol ({\displaystyle \flat }) é uma alteração que diminui meio tom a uma nota musical. O símbolo afecta todas as notas que se lhe seguem no mesmo compasso ou até haver um bequadro (acidente que desfaz o efeito do sustenido ou do bemol), tornando a nota natural.
Em LaTeX, o símbolo {\displaystyle \flat } representa-se através do código \flat. O bemol pode também ser representado em  Unicode '♭' (266D hexadecimal) .